# 팝스 프리덤
팝스 프리덤은 KBS 한민족방송(AM 972, 6015, 1170kHz)에서 방송되는 추억의 올드 팝 음악 전문 라디오 프로그램이다.

## 역사
2012년 7월 2일 저녁 7시에 영어강사 곽영일의 진행으로 첫방송을 시작했으며, 새벽 3시, 오전 11시에 방송하던 문화 한마당, 종교와 인생을 다른 시간대로 옮기고 재방송 시간대를 추가했으나 가수 강수지가 진행하면서부터 보고 싶은 얼굴 그리운 목소리, 대한민국 인기가요를 저녁 7시, 오전 11시 시간대로 각각 이동시키고 새벽 3시로 방송 시간대가 고정되었다. 단, 이 프로그램은 모두 전국방송이다.

## 코너
- 팝스 투데이 (매일)
- 라디오 북카페 (월~금)
- 시네마 스토리 (일) 
  - with 영화 평론가 최은영

## 역대 진행자
- 곽영일
- 강수지
- 박주아 아나운서
- 김성은 아나운서
- 김보민 아나운서 (현재)